# Niconico
Niconico (Nhật: ニコニコ Hepburn: Nikoniko, tạm dịch: "Nụ cười"), trước đây là Nico Nico Douga (ニコニコ動画 Niko Niko Dōga,  tạm dịch: "Video cười cười") hay gọi tắt là "Nico-dō", là một website chia sẻ video của Nhật Bản được điều hành bởi Dwango, bắt đầu hoạt động từ ngày 12 tháng 12 năm 2006.
Người dùng được yêu cầu phải đăng ký một tài khoản để có thể tải lên, chia sẻ, xem và bình luận các video trên Niconico, mặc dù họ vẫn có thể tự do duyệt tìm tựa đề các video sẵn có. Không giống như nhiều website chia sẻ video trực tuyến khác, các bình luận được phủ trực tiếp lên video và được đồng bộ hóa vào một vị trí phát lại cụ thể. Tính năng này cho phép người xem gửi bình luận để phản hồi trực tiếp các sự kiện xảy ra trong video, đồng bộ với mọi khán giả—tạo ra cảm giác chân thực hơn về trải nghiệm được chia sẻ. Vào một số thời điểm cụ thể trong ngày, một chế độ xem video ở định dạng phân giải thấp là "Low Quality Mode" hay "Economy Mode" sẽ được tự động kích hoạt lên mọi người dùng miễn phí, cung cấp một tùy chọn đăng ký dịch vụ trả phí với mức giá 540 yen một tháng để vô hiệu hóa chế độ này.
Chỉ trong vòng hơn một năm sau khi khởi động, Niconico là trang mạng đứng thứ 5 tại Nhật Bản về lưu lượng truy cập. Năm 2008, trang web đã được xem trực tuyến hơn 12 triệu giờ mỗi tháng. Vào thời điểm tháng 9 năm 2015, nó là trang mạng được truy cập nhiều thứ 8 tại Nhật Bản. Tính đến ngày 31 tháng 10 năm 2011, Niconico đã có hơn 23.690.000 người dùng đã đăng ký, 6.870.000 người dùng trên điện thoại và 1.390.000 người dùng trả phí. Trang này đã đoạt Giải thưởng Good Design Nhật Bản vào năm 2007, và giành giải Danh dự cho hạng mục Các cộng đồng Kỹ thuật số của Prix Ars Electronica năm 2008.